# Vic Rouse
Vic Rouse (Swansea, 16 marzo 1936) è un allenatore di calcio ed ex calciatore gallese, di ruolo portiere.

## Carriera

### Club
Inizia la carriera nel Millwall e nel 1956 passa al Crystal Palace, club in cui militerà nelle leghe inferiori inglesi sino al 1963. Passò poi al Northampton Town, Oxford Utd, club con cui ottiene la promozione nella Fourth Division 1964-1965, ed il Leyton Orient in Second Division, prima di trasferirsi negli Stati Uniti d'America per giocare nell'Atlanta Chiefs. Con gli Chiefs ottenne il quarto posto della Western Division della NPSL, non riuscendo così a qualificarsi per la finale della competizione, poi vinta dagli Oakland Clippers.
Dopo una breve militanza nei Washington Darts nell'American Soccer League, ritorna con gli Chiefs con cui vince la North American Soccer League 1968. Con la franchigia di Atlanta, di cui diverrà allenatore-giocatore a partire dal 1969, otterrà anche due secondi posti nelle stagioni 1969 e 1971. Dal 1978 al 1987 ha allenato nella semi-professionistica Isthmian League il Metropolitan Police.

### Nazionale
Rouse ha disputato con nazionale di calcio del Galles un incontro nel Torneo Interbritannico 1959, perso per 4-1 contro il Nord Irlanda.

## Statistiche

### Cronologia presenze e reti in nazionale
| Cronologia completa delle presenze e delle reti in nazionale ― Galles | Cronologia completa delle presenze e delle reti in nazionale ― Galles | Cronologia completa delle presenze e delle reti in nazionale ― Galles | Cronologia completa delle presenze e delle reti in nazionale ― Galles | Cronologia completa delle presenze e delle reti in nazionale ― Galles | Cronologia completa delle presenze e delle reti in nazionale ― Galles | Cronologia completa delle presenze e delle reti in nazionale ― Galles | Cronologia completa delle presenze e delle reti in nazionale ― Galles |
| Data                                                                  | Città                                                                 | In casa                                                               | Risultato                                                             | Ospiti                                                                | Competizione                                                          | Reti                                                                  | Note                                                                  |
| --------------------------------------------------------------------- | --------------------------------------------------------------------- | --------------------------------------------------------------------- | --------------------------------------------------------------------- | --------------------------------------------------------------------- | --------------------------------------------------------------------- | --------------------------------------------------------------------- | --------------------------------------------------------------------- |
| 22-4-1959                                                             | Belfast                                                               | Irlanda del Nord                                                      | 4 – 1                                                                 | Galles                                                                | Torneo Interbritannico 1959                                           | -4                                                                    |                                                                       |
| Totale                                                                |                                                                       | Presenze                                                              | 1                                                                     |                                                                       | Reti                                                                  | -4                                                                    |                                                                       |

## Palmarès

### Calciatore
- Campionato NASL: 1

Atlanta Chiefs: 1968